# Shahrestān-e Arsanjān
Shahrestān-e Arsanjān (persiska: شهرستان ارسنجان, ارسنجان) är en delprovins (shahrestan) i Iran.   Den ligger i provinsen Fars, i den centrala delen av landet, 700 km söder om huvudstaden Teheran.
Delprovinsen hade 42 725 invånare 2016.